# روابط ارمنستان و ناتو
ارمنستان و سازمان پیمان آتلانتیک شمالی (ناتو) از سال ۱۹۹۲، زمانی که ارمنستان به شورای همکاری آتلانتیک شمالی پیوست، روابط رسمی خود را حفظ کرده‌اند. ارمنستان در سال ۱۹۹۴ زمانی که به عضویت برنامه مشارکت برای صلح (PfP) ناتو درآمد، رسما روابط دوجانبه با ناتو برقرار کرد. در سال ۲۰۰۲، ارمنستان عضو وابسته مجمع پارلمانی ناتو شد.

## همکاری
ارمنستان در سال ۱۹۹۱ استقلال خود را از اتحاد جماهیر شوروی به دست آورد. از آن زمان، ارمنستان به دنبال توسعه روابط نزدیکتر یورو-آتلانتیک با کشورهای عضو ناتو بوده است. ارمنستان در سال ۱۹۹۲ به شورای همکاری آتلانتیک شمالی ملحق شد که در سال ۱۹۹۷ توسط شورای مشارکت یورو آتلانتیک (EAPC) جایگزین شد. شورای مشارکت یورو آتلانتیک متحدان ناتو و کشورهای شریک از منطقه یورو آتلانتیک را گرد هم می‌آورد. در ۵ اکتبر ۱۹۹۴، ارمنستان به عضویت برنامه مشارکت برای صلح درآمد.
انجمن ارمنی آتلانتیک، که در سال ۲۰۰۱ تأسیس شد، به دنبال ارتقای روابط ارمنستان و ناتو است. این کشور عضو کامل انجمن پیمان آتلانتیک است. در سال ۲۰۰۲، ارمنستان عضو وابسته مجمع پارلمانی ناتو شد. در سال ۲۰۰۴، ارمنستان یک نمایندگی دائمی در ناتو مستقر در بروکسل، بلژیک ایجاد کرد. در سال ۲۰۰۷، مرکز اطلاعات ناتو در ایروان افتتاح شد.
ارمنستان سالانه «هفته ناتو» را سازماندهی می‌کند که آگاهی از تعاملات این کشور با ناتو را افزایش می‌دهد. ارمنستان در ژوئیه ۲۰۲۴ در نشست ناتو ۲۰۲۴ واشینگتن شرکت کرد.

### طرح اقدام مشارکت
در ۱۶ دسامبر ۲۰۰۵، ارمنستان یک برنامه اقدام مشارکتی (IPAP) را با ناتو امضا کرد. برنامه اقدام مشارکتی برنامه‌هایی است که بین ناتو و کشورهای مختلف تدوین شده است که اهداف و چارچوب ارتباطی گفتگو و همکاری بین هر دو طرف را مشخص می‌کند. به عنوان بخشی از برنامه اقدام مشارکتی، ارمنستان و ناتو در حوزه دفاعی، بهبود استانداردهای دموکراتیک و حاکمیت قانون و مقابله با فساد همکاری می‌کنند.

## مرکز هماهنگی واکنش به بلایای اروپا-آتلانتیک
ارمنستان با مرکز هماهنگی واکنش به بلایای اروپا-آتلانتیک (EADRCC) همکاری می‌کند. ناتو و ارمنستان به‌طور مشترک مرکز ملی مدیریت بحران را در ایروان تأسیس کردند. بین ۱۱ و ۱۶ سپتامبر ۲۰۱۰، با همکاری مرکز هماهنگی واکنش به بلایای اروپا-آتلانتیک، ارمنستان میزبان مانور اضطراری مدنی "ارمنستان ۲۰۱۰" خود در نزدیکی ایروان بود که یکی از بزرگ‌ترین رویدادهای ناتو برای واکنش به بلایا بود. تیم‌های امداد و نجات ارمنستان به‌طور فعال در فعالیت‌های مرکز هماهنگی واکنش به بلایای اروپا-آتلانتیک شرکت می‌کنند و در تمرینات مختلف اضطراری مدنی شرکت می‌کنند.

## علم برای صلح و امنیت
ارمنستان از سال ۱۹۹۳ در برنامه علم برای صلح و امنیت ناتو (SPS) مشارکت داشته است. زمینه‌های همکاری شامل دفاع در برابر عوامل شیمیایی، بیولوژیکی و هسته ای، مبارزه با تروریسم و جنگ سایبری است.

## عملیات حفظ صلح
ارمنستان در برخی عملیات‌های حفظ صلح ناتو شرکت کرده است، از جمله:

### افغانستان
در فوریه ۲۰۱۰، ارمنستان حدود ۱۳۰ سرباز را به عنوان بخشی از نیروهای بین‌المللی کمک به امنیت (ISAF) به رهبری ناتو در افغانستان مستقر کرد. آنها تحت فرماندهی آلمان در حفاظت از یک فرودگاه در قندوز شهری در ولایت قندوز خدمت می‌کردند.

### عراق
پس از پایان حمله ۲۰۰۳ به عراق، ارمنستان یگانی متشکل از ۴۶ نیروی حافظ صلح را تحت فرماندهی لهستان در عراق مستقر کرد. نیروهای حافظ صلح ارمنی در کوت، ۱۰۰ کیلومتر (۶۲ مایل) از پایتخت بغداد مستقر بودند.

### کوزوو
از سال ۲۰۰۴، ارمنستان مشارکت فعالی در عملیات ناتو در کوزوو داشته است و در حال حاضر حدود ۷۰ نیروی حافظ صلح را به عنوان بخشی از نیروی ناتو در کوزوو مستقر کرده است.